# Chikuwa

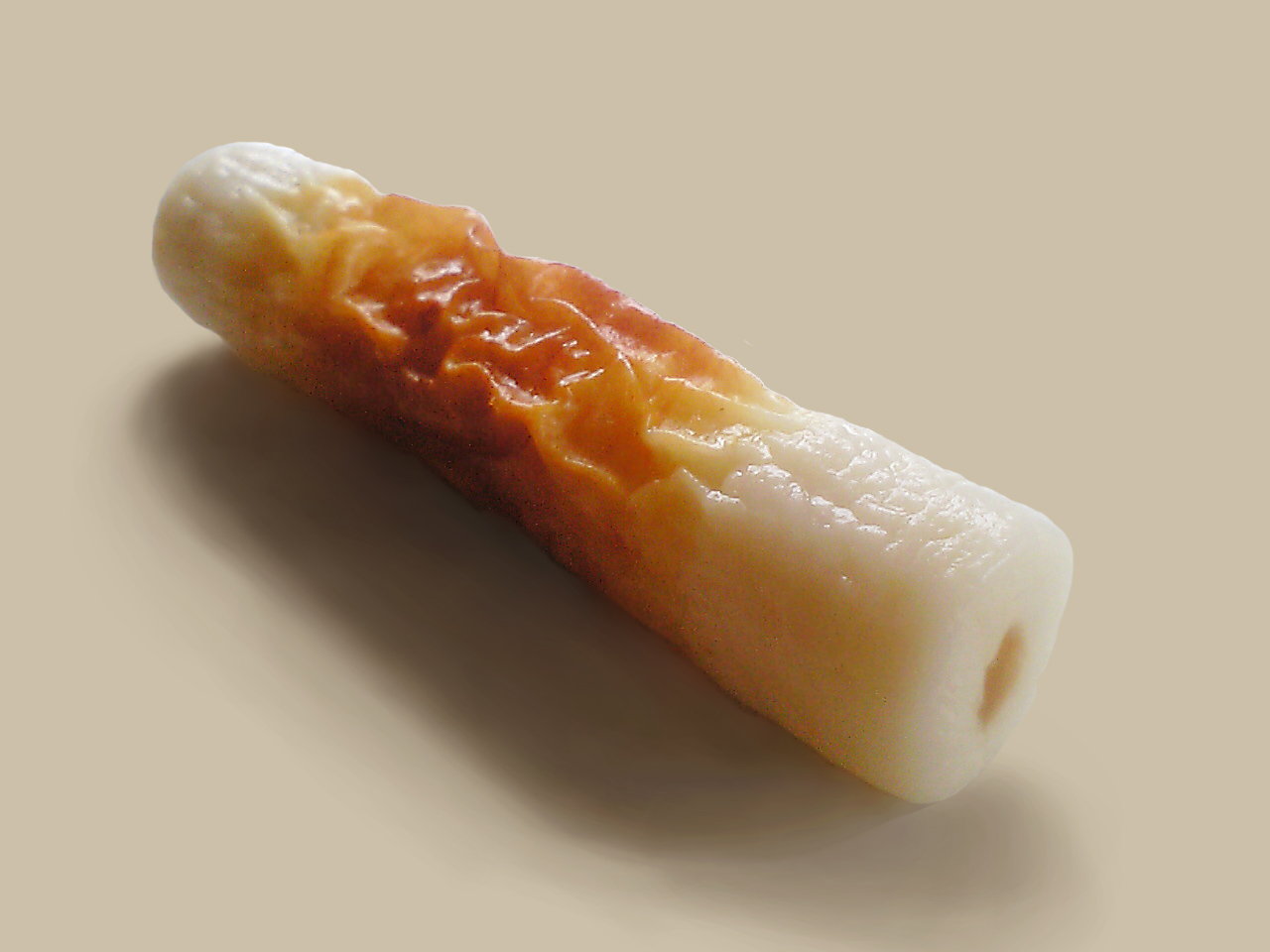
Chikuwa.

El chikuwa (竹輪?) es un producto alimentario japonés con forma de tubo elaborado con surimi de pescado, sal, azúcar, almidón y clara de huevo. Tras mezclarlos bien, se envuelve con ellos un palo de bambú o metal y se cuecen al vapor o en caldo. El nombre chikuwa, literalmente ‘anillo de bambú’, viene de la forma que tiene cuando se corta.
El chikuwa se consume en todo Japón pero en algunos productos son más populares otras variedades de productos derivados del surimi, como el kamaboko y el satsuma age. En la Prefectura de Tottori el consumo por hogar ha sido el más alto de Japón en los últimos 30 años.
Como es barato, además de una fuente de proteínas relativamente baja en grasa, también es popular como aperitivo.